# Том-том
| 59 KBо файле | 8-дюймовый том  |
| 41 KBо файле | 12-дюймовый том |
| 39 KBо файле | напольный том   |

Том-том — вид барабана с верхней ударной и нижней резонансной мембраной. Как правило с глушителем, гасящим нежелательные призвуки свободноколеблющейся мембраны. Играют на нём барабанными палочками или литавровыми колотушками. Набор из 3—5 том-томов различных размеров используется в составе ударной установки.

## История
Термин «том-том» происходит от названий барабанов и бубнов у ряда коренных американских, азиатских и африканских народов. Они изготавливались из полых стволов деревьев или рамы с натянутой кожей и использовавшихся для военных, религиозных и других целей.
В ударных установках том-том используется с начала XX века.
Большинство производителей ударных инструментов стало предлагать барабан диаметром 12 дюймов и глубиной 10 дюймов (12×10) над бас-барабаном, установленным со смещением влево. Далее был добавлен напольный том размерами 16×16, установленный на ножках справа от исполнителя. Наконец, был добавлен второй навесной том — правее первого, размерами 13×9.

## Описание
Том-томы состоят из обечайки (кадла), винтовой системы натяжения и пластиковой мембраны, устанавливаемой на обе или одну сторону барабана. Диаметр 8—18, высота 6—18 дюймов.
В среде ударников самый большой напольный том-том называют просто томом, пару средних том-томов над бас-барабаном — альтами, пару самых маленьких — бонгами.

## Применение
Вместе с 14-дюймовым малым барабаном, бас-барабаном и тарелками том-томы составляют стандартную конфигурацию, используемую в современной музыке.
Количество том-томов в серийных моделях ударных установок может варьироваться от одного до шести (и больше в случаях несерийного производства).